# شعب الساهو
قبائل الساهو  قبائل تسكن منطقة القرن الافريقي وخصوصا اثيوبيا وإريتريا والسودان ويدينون بالاسلام ويتكلمون لهجة قريبة من النوبية والعربية.